# Broad City
Broad City je americký televizní pořad, vysílaný stanicí Comedy Central. Hlavními postavami seriálu, jehož děj se odehrává v New Yorku, jsou dvě židovské Američanky, Abbi (Abbi Jacobson) a Ilana (Ilana Glazer). V menších rolích se představili například Hannibal Buress, Steve Buscemi a Susie Essman. První série, čítající deset dílů, byla vysílána od ledna do března 2014. Do roku 2017 byly odvysílány další tři řady. Později byla oznámena pátá série, která by měly být poslední.